# Tim Pawsat
Tim Pawsat, né le 10 décembre 1963 à Long Beach (Californie), est un ancien joueur de tennis américain.

## Palmarès

### Titres en double messieurs
| No | Date       | Nom et lieu du tournoi                      | Catégorie | Dotation  | Surface      | Partenaire   | Finalistes                        | Score         |  |
| -- | ---------- | ------------------------------------------- | --------- | --------- | ------------ | ------------ | --------------------------------- | ------------- |  |
| 1  | 13-07-1987 | MercedesCup Stuttgart                       |           | 200 000 $ | Terre (ext.) | Rick Leach   | Mikael Pernfors Magnus Tideman    | 6-3, 6-4      |  |
| 2  | 04-01-1988 | Benson and Hedges Open Auckland             |           | 93 400 $  | Dur (ext.)   | Marty Davis  | Sammy Giammalva Jr Jim Grabb      | 6-3, 3-6, 6-4 |  |
| 3  | 07-08-1989 | Swiss Army Knife Open Livingston            |           | 93 400 $  | Dur (ext.)   | Tim Wilkison | Kelly Evernden Sammy Giammalva Jr | 7-5, 6-3      |  |
| 4  | 18-09-1989 | Volvo Tennis Los Angeles                    |           | 297 500 $ | Dur (ext.)   | Marty Davis  | John Fitzgerald Anders Järryd     | 7-5, 7-6      |  |
| 5  | 02-10-1989 | Prudential-Bache Securities Classic Orlando |           | 297 500 $ | Dur (ext.)   | Scott Davis  | Ken Flach Robert Seguso           | 7-5, 5-7, 6-4 |  |

### Finales en double messieurs
| No | Date       | Nom et lieu du tournoi                  | Catégorie | Dotation  | Surface      | Vainqueurs                   | Partenaire    | Score         |  |
| -- | ---------- | --------------------------------------- | --------- | --------- | ------------ | ---------------------------- | ------------- | ------------- |  |
| 1  | 08-06-1987 | The Stella Artois Championships Londres |           | 250 000 $ | Gazon (ext.) | Guy Forget Yannick Noah      | Rick Leach    | 6-4, 6-4      |  |
| 2  | 13-06-1988 | Tournoi de tennis de Bristol Bristol    |           | 93 400 $  | Gazon (ext.) | Peter Doohan Laurie Warder   | Marty Davis   | 2-6, 6-4, 7-5 |  |
| 3  | 12-06-1989 | The Stella Artois Championships Londres |           | 350 000 $ | Gazon (ext.) | Darren Cahill Mark Kratzmann | Laurie Warder | 7-6, 6-3      |  |